# ワールドコム
ワールドコム（Worldcom）は、アメリカ合衆国にあった大手電気通信事業者である。2002年7月21日にニューヨーク連邦倒産裁判所に対して、連邦倒産法第11章（日本の会社更生法に相当する）適用を申請した。負債総額は410億ドル（約4兆7000億円）、資産総額は連結ベースで1070億ドル（約12兆4000億円）にのぼり、2001年12月2日に破綻したエンロンを大きく超え、2008年に経営破綻した投資銀行のリーマン・ブラザーズに抜かれるまで、アメリカ合衆国史上最大の経営破綻だった。

## 歴史

### 創設
1983年、バーニー・エバーズにより、ワールドコムの前身となるLDDS（Long Distance Discount Service）社が創設される。1993年にメトロメディア社を買収し、準大手の長距離電話会社となった。さらに、1994年に国際通信会社であるIDBワールドコムを買収し、社名をワールドコムとする。その後もM&Aを繰り返し行い急成長し、後に6万人以上の従業員と、世界65か国で事業を展開するアメリカ有数の大企業へと成長していった。
1997年には大手ISPのUUNetの親会社のMFS Communications社を買収したほか、1997年には大手通信会社のMCIを買収し、合併を行い社名をMCI Worldcomに変更。1999年にはスプリントとの合併を発表した。2000年4月にはこの合併準備のため社名を元のWorldcomに戻した。

### 破綻
CEOのエバーズは、ワールドコム株の上昇で巨万の富を得ていた。しかし、1998年のMCI獲得の直後から、ITバブル崩壊によりアメリカにおける通信産業は下降に入っていた。また、スプリントとの合併は「独占禁止法違反の疑いがある」とのことでアメリカ合衆国司法省の認可を得られず、2000年7月に両社は合併の白紙撤回を余儀なくされ、これに伴い、ワールドコムの成長戦略は重大な打撃を受けた。2000年11月には会社を「MCI」と「Worldcom」に2分割するなどの組織改編を発表したが、株価低下は止まらなかった。エバーズは他の所有していたビジネスへの融資資金として保有していたワールドコム株について、証拠金請求をカバーするように銀行から圧力を受けていた。2001年、エバーズは自身に社内融資を提供するようワールドコムの取締役会に諮り、証拠金請求をカバーするため4億ドル以上を保証したが、結果的にこの戦略は失敗に終わった。エバーズは2002年4月にCEOの座から追われた。
この間、1999年から2002年5月にかけて、ワールドコムは自社株の価格を下支えするため、自社の成長性と収益性を良く見せかけ劣化していた財務状況を隠蔽する粉飾会計を行っていた。
粉飾会計は、主に以下の2つの方法で行われていた。
- 「ラインコスト」（他の通信会社との相互接続費）について、本来は費用として申告すべきところを、資産として計上した。即ち、費用をラインコスト全額ではなく当年度の減価償却費のみにとどめ、費用計上の先送りを図った。
- 「会社未分配売上科目」(corporate unallocated revenue accounts) という偽の勘定科目を計上することで、収益を粉飾した。

ワールドコムの内部監査部門は定例の支出検査の過程において、2002年6月、およそ38億ドルの粉飾を発見し、アーサー・アンダーセンに代わって新任の監査法人となっていたKPMGに注意を促した。その後間もなくして、ワールドコムの検査委員会および経営陣に粉飾会計が報告され、責任者の厳正な処罰が行われた。また、証券取引委員会 (SEC) も2002年6月26日に調査に乗り出した。そして2003年には、会社の総資産がおよそ110億ドル過大計上されていたことが明らかになった。

### 破綻後
2002年の経営破綻後、同社は社名をMCIに変更し、2003年4月14日に本社をミシシッピ州からバージニア州のダレスに移転した。同社は、粉飾会計の被害者である投資家への補償資金として、SECに現金および株式で7億5000万ドルを支払った。2003年5月には、アメリカ合衆国国防総省から、イラクにおける携帯電話網を構築するためのノービッド契約を獲得した。この取引については、同社のイラク地域での経験不足をもとに競合他社などから批判を浴びた。2005年にはベライゾン・コミュニケーションズに買収され、以後はベライゾンの一部門となっている。

### 日本法人
日本においては1997年4月に日本法人のワールドコム・ジャパン株式会社（後にアメリカ本社に倣い、MCIワールドコム・ジャパン株式会社に社名を変更）を設立して営業を開始。1998年には外資100 %企業としては初の第一種電気通信事業者の免許を受け、同年11月より東京都内で独自の光ケーブル網によるサービスを開始した。1999年10月には森ビルと提携を結び、同社の保有するビル間に光ファイバによる通信網を敷設したほか、2001年にスタートした「マイライン」にも当初から参加している。2006年1月には、ベライゾンによるMCIの買収に伴い社名をベライゾンジャパン株式会社に変更した。